# Edat fosca grega
L'edat fosca grega, emmarcat en el col·lapse de l'edat del bronze, és el període que transcorre des del col·lapse del món micènic (entre el 1200 aC i el 1100 aC), comprenent els períodes submicènic (Grècia continental) i subminoic (Creta), entre els anys 1125 aC i 1050 aC i el període protogeomètric (1050 aC-900 aC). El terme edat fosca té una connotació massa negativa respecte a tal com va ser la realitat del moment històric. Es pot parlar, amb un to més neutral, de la transició de l'edat del bronze a l'edat del ferro a l'est de la mediterrània.
El terme edat fosca reflecteix la decadència en termes de riquesa i cultura material enfront dels períodes anteriors i posteriors i es justifica el terme foscor per escassesa de dades. Només la ciutadella de civilització micènica d'Atenes, encimbellada a la part alta de l'Acròpoli, va resistir la destrucció.
NOTA: El terme edat fosca o anys obscurs es fa servir també per a referir-se al començament de l'edat mitjana, ressaltant l'apagada cultural d'aquell temps, tot i que aquesta nomenclatura no és universalment acceptada, perquè avui dia tendeix a considerar-se que aquesta època tenia una cultura diferent, però no en mancava.

## Datació
Aquest període està basat en la datació d'estils ceràmics predominants en l'Àtica, que no sempre poden extrapolar-se amb facilitat a altres regions de Grècia. Es tracta, doncs, de fases arqueològiques que marquen una evolució no idèntica en diferents àrees de l'Hélade, però que s'empren per consens com una manera convenient de classificació general.

## Causes
S'ha indicat que la invasió dels doris, un poble d'origen hel·lènic, representa el començament de la destrucció i, per tant, de l'edat fosca. Aquest poble coneixia el ferro, tot i que no pot ser l'única explicació per a 400 anys d'història sumits en el caos i la destrucció.
Encara que normalment es parla de l'edat fosca en referència a Grècia, aquesta es va estendre a nombroses altres zones, en particular a les poblacions de l'esfera d'influència troiana i als hitites, que també van sucumbir. Una de les conseqüències de l'edat fosca va ser probablement -encara que no és segur- el naixement dels anomenats Pobles de la Mar, que en les seves migracions o accions per a la supervivència pròpia van amenaçar els fenicis i els egipcis. De fet, tan sols el poderós Egipte de Ramsès III va aconseguir repel·lir-ne l'atac, encara que va quedar bastant afeblit.

## Divisió

### Període submicènic
Davant la destrucció i la dispersió de la població, la millor manera d'analitzar-ne l'evolució és l'anàlisi de les ceràmiques gregues.
Durant el període submicènic, es constatarà un repertori tipològic reduït com una evolució de l'estil graner micènic, amb una decoració simple a força de línies horitzontals ondades, verticals, triangles o semicercles fets a mà. Es tracta de motius foscs sobre fons clar.

### Període protogeomètric
Es produeix un gran avanç en la ceràmica, gràcies a avenços tècnics com l'aparició del torn ràpid i l'ús del compàs i el pinzell múltiple, així com el perfeccionament dels forns. Hi ha una millora en la qualitat de la decantació i dels vernissos.
Els motius de la ceràmica passen a ser totalment geomètrics, amb predomini de línies rectes paral·leles. Els únics motius corbs que hi apareixen es realitzen amb l'ús del compàs. La part principal de la decoració se situa en la franja central del recipient.
Els millors exemples de l'art protogeomètric i geomètric es troben a Atenes, a les necròpolis del Ceràmic i del Dipilo. Cap al final de protogeomètric, apareix una variant decorativa denominada estil de Dipilon negre.